# Lijst van voetbalinterlands Duitsland - Hongarije
Deze lijst van voetbalinterlands is een overzicht van alle officiële voetbalwedstrijden tussen de nationale teams van Duitsland en Hongarije. De landen speelden tot op heden 40 keer tegen elkaar. De eerste ontmoeting was een vriendschappelijke wedstrijd en werd gespeeld in Boedapest op 4 april 1909. Het laatste duel, een groepswedstrijd tijdens de UEFA Nations League 2024/25, vond plaats op 19 november 2024 in de Hongaarse hoofdstad.
De beroemdste wedstrijd tussen beide landen is waarschijnlijk wel de finale van het Wereldkampioenschap voetbal 1954. Hongarije was de grote favoriet voor de wereldtitel en had de groepswedstrijd overtuigend met 8-3 gewonnen. In de finale stonden ze weer tegenover elkaar. Al snel kwam Hongarije op een 0-2-voorsprong, maar Duitsland kwam terug en vlak voor het einde van de wedstrijd scoorde Helmut Rahn voor Duitsland de winnende treffer. Deze wedstrijd wordt ook wel het Wonder van Bern genoemd.

## Wedstrijden
| №  | Plaats         | Datum             | Competitie                  | Wedstrijd                  | Uitslag |
| -- | -------------- | ----------------- | --------------------------- | -------------------------- | ------- |
| 1  | Boedapest      | 4 april 1909      | Vriendschappelijk           | Hongarije − Duitsland      | 3 − 3   |
| 2  | München        | 17 december 1911  | Vriendschappelijk           | Duitsland − Hongarije      | 1 − 4   |
| 3  | Boedapest      | 14 april 1912     | Vriendschappelijk           | Hongarije − Duitsland      | 4 − 4   |
| 4  | Stockholm      | 3 juli 1912       | OS 1912                     | Duitsland − Hongarije      | 3 − 1   |
| 5  | Berlijn        | 24 oktober 1920   | Vriendschappelijk           | Duitsland − Hongarije      | 1 − 0   |
| 6  | Boedapest      | 5 juni 1921       | Vriendschappelijk           | Hongarije − Duitsland      | 3 − 0   |
| 7  | Bochum         | 2 juli 1922       | Vriendschappelijk           | Duitsland − Hongarije      | 0 − 0   |
| 8  | Boedapest      | 21 september 1924 | Vriendschappelijk           | Hongarije − Duitsland      | 4 − 1   |
| 9  | Dresden        | 28 september 1930 | Vriendschappelijk           | Duitsland − Hongarije      | 5 − 3   |
| 10 | Boedapest      | 30 oktober 1932   | Vriendschappelijk           | Hongarije − Duitsland      | 2 − 1   |
| 11 | Frankfurt/M    | 14 januari 1934   | Vriendschappelijk           | Duitsland − Hongarije      | 3 − 1   |
| 12 | Boedapest      | 15 maart 1936     | Vriendschappelijk           | Hongarije − Duitsland      | 3 − 2   |
| 13 | Neurenberg     | 20 maart 1938     | Vriendschappelijk           | Duitsland − Hongarije      | 1 − 1   |
| 14 | Boedapest      | 24 september 1939 | Vriendschappelijk           | Hongarije − Duitsland      | 5 − 1   |
| 15 | Berlijn        | 7 april 1940      | Vriendschappelijk           | Duitsland − Hongarije      | 2 − 2   |
| 16 | Boedapest      | 6 oktober 1940    | Vriendschappelijk           | Hongarije − Duitsland      | 2 − 2   |
| 17 | Keulen         | 6 april 1941      | Vriendschappelijk           | Duitsland − Hongarije      | 7 − 0   |
| 18 | Boedapest      | 3 mei 1942        | Vriendschappelijk           | Hongarije − Duitsland      | 3 − 5   |
| 19 | Bazel          | 20 juni 1954      | WK 1954                     | Hongarije − West-Duitsland | 8 − 3   |
| 20 | Bern           | 4 juli 1954       | WK 1954                     | West-Duitsland − Hongarije | 3 − 2   |
| 21 | Hannover       | 22 december 1957  | Vriendschappelijk           | West-Duitsland − Hongarije | 1 − 0   |
| 22 | Boedapest      | 8 november 1959   | Vriendschappelijk           | Hongarije − West-Duitsland | 4 − 3   |
| 23 | Neurenberg     | 9 september 1970  | Vriendschappelijk           | West-Duitsland − Hongarije | 3 − 1   |
| 24 | Boedapest      | 29 maart 1972     | Vriendschappelijk           | Hongarije − West-Duitsland | 0 − 2   |
| 25 | Dortmund       | 17 april 1974     | Vriendschappelijk           | West-Duitsland − Hongarije | 5 − 0   |
| 26 | Frankfurt/M    | 15 november 1978  | Vriendschappelijk           | West-Duitsland − Hongarije | 0 − 0   |
| 27 | Boedapest      | 7 september 1983  | Vriendschappelijk           | Hongarije − West-Duitsland | 1 − 1   |
| 28 | Hamburg        | 29 januari 1985   | Vriendschappelijk           | West-Duitsland − Hongarije | 0 − 1   |
| 29 | Boedapest      | 18 november 1987  | Vriendschappelijk           | Hongarije − West-Duitsland | 0 − 0   |
| 30 | Boedapest      | 12 oktober 1994   | Vriendschappelijk           | Hongarije − Duitsland      | 0 − 0   |
| 31 | Boedapest      | 15 augustus 2001  | Vriendschappelijk           | Hongarije − Duitsland      | 2 − 5   |
| 32 | Kaiserslautern | 6 juni 2004       | Vriendschappelijk           | Duitsland − Hongarije      | 0 − 2   |
| 33 | Boedapest      | 29 mei 2010       | Vriendschappelijk           | Hongarije − Duitsland      | 0 − 3   |
| 34 | Gelsenkirchen  | 4 juni 2016       | Vriendschappelijk           | Duitsland − Hongarije      | 2 − 0   |
| 35 | München        | 23 juni 2021      | EK 2020                     | Duitsland − Hongarije      | 2 − 2   |
| 36 | Boedapest      | 11 juni 2022      | UEFA Nations League 2022/23 | Hongarije − Duitsland      | 1 – 1   |
| 37 | Leipzig        | 23 september 2022 | UEFA Nations League 2022/23 | Duitsland − Hongarije      | 0 − 1   |
| 38 | Stuttgart      | 19 juni 2024      | EK 2024                     | Duitsland – Hongarije      | 2 – 0   |
| 39 | Düsseldorf     | 7 september 2024  | UEFA Nations League 2024/25 | Duitsland − Hongarije      | 5 – 0   |
| 40 | Boedapest      | 19 november 2024  | UEFA Nations League 2024/25 | Hongarije − Duitsland      | 1 − 1   |

## Samenvatting
| Competitie          | Totaal gespeeld | Winst Duitsland | Gelijk | Winst Hongarije | Doelsaldo Duitsland – Hongarije |
| ------------------- | --------------- | --------------- | ------ | --------------- | ------------------------------- |
| WK-eindronde        | 2               | 1               | 0      | 1               | 6 − 10                          |
| EK-eindronde        | 2               | 1               | 1      | 0               | 4 − 2                           |
| UEFA Nations League | 4               | 1               | 2      | 1               | 7 − 3                           |
| Olympische Spelen   | 1               | 1               | 0      | 0               | 3 − 1                           |
| Vriendschappelijk   | 31              | 11              | 10     | 10              | 62 − 53                         |
| Totaal              | 40              | 15              | 13     | 12              | 82 − 69                         |

Wedstrijden bepaald door strafschoppen worden, in lijn met de FIFA, als een gelijkspel gerekend.
DFB · A-internationals · Bondscoaches · Duits vrouwenelftal · Olympisch elftal · Duitsland U21 · Duitsland U20 · Duitsland U19 · Duitsland U18 · Duitsland U17 · Duitsland U16 · Vrouwen U17
1905 – 1919 · 
1920 – 1929 · 
1930 – 1939 · 
1940 – 1949 · 
1950 – 1959 · 
1960 – 1969 · 
1970 – 1979 · 
1980 – 1989 · 
1990 – 1999 · 
2000 – 2009 · 
2010 – 2019 · 
2020 – 2029
EK's: 1972 · 
1976 · 
1980 · 
1984 · 
1988 · 
1992 · 
1996 · 
2000 · 
2004 · 
2008 · 
2012 · 
2016 · 
2020 · 
2024
CC: 1999 · 
2005 · 
2017
WK's: 1934 ·
1938 · 
1954 · 
1958 · 
1962 · 
1966 · 
1970 · 
1974 · 
1978 · 
1982 · 
1986 · 
1990 · 
1994 · 
1998 · 
2002 · 
2006 · 
2010 · 
2014 · 
2018 · 
2022
OS: 1912 ·
1928 ·
1936 ·
2016 ·
2020
Albanië ·
Algerije ·
Argentinië ·
Armenië ·
Australië ·
Azerbeidzjan ·
België ·
Bohemen en Moravië ·
Bolivia ·
Bosnië en Herzegovina ·
Brazilië ·
Bulgarije ·
Canada ·
Chili ·
China ·
Colombia ·
Costa Rica ·
Cyprus ·
DDR ·
Denemarken ·
Ecuador ·
Egypte ·
Engeland ·
Estland ·
Faeröer ·
Finland ·
Frankrijk ·
Georgië ·
Ghana ·
Gibraltar ·
GOS ·
Griekenland ·
Hongarije ·
Ierland ·
IJsland ·
Iran ·
Israël ·
Italië ·
Ivoorkust ·
Japan ·
Joegoslavië ·
Kameroen ·
Kazachstan ·
Koeweit ·
Kroatië ·
Letland ·
Liechtenstein ·
Litouwen ·
Luxemburg ·
Malta ·
Marokko ·
Mexico ·
Moldavië ·
Nederland ·
Nieuw-Zeeland ·
Nigeria ·
Noord-Ierland ·
Noord-Macedonië ·
Noorwegen ·
Oekraïne ·
Oman ·
Oostenrijk ·
Paraguay ·
Peru ·
Polen ·
Portugal ·
Roemenië ·
Rusland ·
Saarland ·
San Marino ·
Saoedi-Arabië ·
Schotland ·
Servië ·
Servië en Montenegro · 
Slovenië ·
Slowakije ·
Sovjet-Unie ·
Spanje ·
Thailand ·
Tsjechië ·
Tsjecho-Slowakije ·
Tunesië ·
Turkije ·
Uruguay ·
Verenigde Arabische Emiraten ·
Verenigde Staten ·
Wales ·
Wit-Rusland ·
Zuid-Afrika ·
Zuid-Korea ·
Zweden ·
Zwitserland
Algerije (1982) · 
Algerije (2014) · 
Argentinië (1986) ·
Argentinië (1990) ·
Argentinië (2006) ·
Argentinië (2014) · 
Australië (2010) ·
België (1980) · 
Brazilië (2002) ·
Brazilië (2014) · 
Chili (1982) ·
Costa Rica (2006) ·
Denemarken (1992) ·
Denemarken (2012) · 
Ecuador (2006) ·
Engeland (1966) ·
Engeland (1982) ·
Engeland (2010) ·
Engeland (2021) ·
Frankrijk (2014) · 
Frankrijk (2021) · 
Ghana (2014) ·
Griekenland (2012) · 
Hongarije (1954, 2) ·
Hongarije (2021) ·
Italië (1982) ·
Italië (2006) ·
Italië (2012) · 
Japan (2022) · 
Kroatië (2008) ·
Mexico (2018) ·
Nederland (1974) ·
Nederland (2012) ·
Oekraïne (2016) ·
Oostenrijk (1982) ·
Oostenrijk (2008) ·
Polen (2006) ·
Polen (2008) ·
Polen (2016) ·
Portugal (2006) ·
Portugal (2008) ·
Portugal (2012) ·
Portugal (2014) ·
Portugal (2021) ·
Servië (2010) ·
Sovjet-Unie (1972) · 
Spanje (1982) ·
Spanje (2008) ·
Spanje (2022) ·
Tsjechië (1996, 2) · 
Tsjecho-Slowakije (1976) ·
Turkije (2008) ·
Verenigde Staten (2014) ·
Zuid-Korea (2018) ·
Zweden (2006)
MLSZ · A-internationals · Selecties · Bondscoaches · Hongaars vrouwenelftal · Olympisch elftal · Hongarije U21 · Hongarije U20 · Hongarije U19 · Hongarije U18 · Hongarije U17 · Hongarije U16
1902 – 1919 · 
1920 – 1929 · 
1930 – 1939 · 
1940 – 1949 · 
1950 – 1959 · 
1960 – 1969 · 
1970 – 1979 · 
1980 – 1989 · 
1990 – 1999 · 
2000 – 2009 · 
2010 – 2019 ·
2020 − 2029
EK's:
1964 · 
1972 · 
2016 ·
2020 ·
2024
WK's:
1934 · 
1938 · 
1954 · 
1958 · 
1962 · 
1966 · 
1978 · 
1982 · 
1986
OS:
1912 · 
1924 · 
1936 · 
1952 · 
1960 · 
1964 · 
1968 · 
1972 · 
1996
1902 · 
1903 · 
1904 · 
1905 · 
1906 · 
1907 · 
1908 · 
1909 · 
1910 · 
1911 · 
1912 · 
1913 · 
1914 · 
1915 · 
1916 · 
1917 · 
1918 · 
1919 · 
1920 · 
1921 · 
1922 · 
1923 · 
1924 · 
1925 · 
1926 · 
1927 · 
1928 · 
1929 · 
1930 · 
1931 · 
1932 · 
1933 · 
1934 · 
1935 · 
1936 · 
1937 · 
1938 · 
1939 · 
1940 · 
1941 · 
1942 · 
1943 · 
1944 · 
1945 · 
1946 · 
1947 · 
1948 · 
1949 · 
1950 · 
1952 · 
1952 · 
1953 · 
1954 · 
1955 · 
1956 · 
1957 · 
1958 · 
1959 · 
1960 · 
1961 · 
1962 · 
1963 · 
1964 · 
1965 · 
1966 · 
1967 · 
1968 · 
1969 · 
1970 · 
1971 · 
1972 · 
1973 · 
1974 · 
1975 · 
1976 · 
1977 · 
1978 · 
1979 · 
1980 · 
1981 · 
1982 · 
1983 · 
1984 · 
1985 · 
1986 · 
1987 · 
1988 · 
1989 · 
1990 · 
1991 · 
1992 · 
1993 · 
1994 · 
1995 · 
1996 · 
1997 · 
1998 · 
1999 · 
2000 · 
2001 · 
2002 · 
2003 · 
2004 · 
2005 · 
2006 · 
2007 · 
2008 · 
2009 · 
2010 · 
2011 · 
2012 · 
2013 · 
2014 · 
2015 ·
2016 ·
2017 ·
2018 ·
2019 ·
2020 ·
2021 ·
2022 ·
2023 ·
2024
Albanië ·
Algerije ·
Andorra · 
Antigua en Barbuda ·
Argentinië ·
Armenië ·
Australië ·
Azerbeidzjan ·
België ·
Bohemen ·
Bolivia ·
Bosnië en Herzegovina ·
Brazilië ·
Bulgarije ·
Canada ·
Chili ·
China ·
Colombia ·
Costa Rica ·
Cyprus ·
Denemarken ·
DDR ·
Duitsland ·
Egypte ·
El Salvador ·
Engeland ·
Estland ·
Faeröer ·
Finland ·
Frankrijk ·
Georgië ·
Griekenland ·
Ierland ·
IJsland ·
India ·
Iran ·
Israël ·
Italië ·
Ivoorkust ·
Japan ·
Joegoslavië ·
Jordanië ·
Kazachstan · 
Koeweit ·
Kosovo · 
Kroatië ·
Letland ·
Libanon ·
Liechtenstein ·
Litouwen ·
Luxemburg ·
Malta ·
Mexico ·
Moldavië ·
Montenegro ·
Nederland ·
Nederlands-Indië ·
Nieuw-Zeeland ·
Noord-Ierland ·
Noord-Macedonië ·
Noorwegen ·
Oekraïne ·
Oostenrijk ·
Paraguay ·
Peru ·
Polen ·
Portugal ·
Qatar ·
Roemenië ·
Rusland ·
San Marino ·
Saoedi-Arabië ·
Schotland ·
Servië ·
Slovenië ·
Slowakije ·
Sovjet-Unie ·
Spanje ·
Tsjechië ·
Tsjecho-Slowakije ·
Turkije ·
Uruguay ·
Verenigde Arabische Emiraten ·
Verenigde Staten ·
Verenigd Koninkrijk ·
Wales ·
Wit-Rusland ·
Zuid-Korea ·
Zweden ·
Zwitserland
Brazilië (1954) · 
Duitsland (2021) ·
Frankrijk (2021) · 
IJsland (2016) · 
Italië (1938) · 
Oostenrijk (2016) · 
Portugal (2021) · 
West-Duitsland (1954, 2)